# Sigmund Friedl

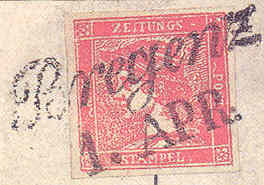
Friedl-vervalsing van de Rode Mercurius

Sigmund Friedl (Leibnik (Moravië), 11 januari 1851 - Wenen, 7 april 1914) was een van de bekendste Oostenrijkse filatelisten.
Op dertienjarige leeftijd begon Friedl met verzamelen en twee jaar later handelde hij al in postzegels. In 1872 opende hij een eigen postzegelhandel. Hij verkocht de Tre skilling banco geel voor 4000 (Oostenrijkse) gulden aan de bekende verzamelaar Philipp von Ferrary. 
Hij gaf de eerste Oostenrijkse postzegelcatalogus uit. Hij had een postzegelmuseum in zijn villa in Unterdöbling (thans een stadsdeel van Wenen). In 1881 en in 1890 organiseerde hij de eerste grote postzegeltentoonstellingen in Oostenrijk, wat ook internationaal aandacht kreeg.
Tegen het einde van zijn leven liet hij zich verleiden om zijn eminente kennis aan te wenden voor het maken van postzegelvervalsingen. De vervalsingen concentreerden zich op de Rode Mercurius, een zeldzame krantenzegel uit 1851. Toen het bedrog uitkwam, zag hij zich gedwongen om enkele vervalsingen terug te kopen.